# Клеванський Антон Архипович
Антон Архипович Клеванський (нар. 30 січня 1914 — 26 червня 1976, місто Кам'янець-Подільський Хмельницької області) — український радянський діяч, 1-й секретар Старокостянтинівського, Кам'янець-Подільського та Полонського районних комітетів КПУ, голова виконавчого комітету Кам'янець-Подільської районної ради депутатів трудящих Хмельницької області. Депутат Верховної Ради УРСР 5-го скликання.

## Біографія
Член ВКП(б) з 1938 року. Перебував на відповідальній партійній роботі.
У 1944—1953 роках — 1-й секретар Старокостянтинівського районного комітету КП(б)У Кам'янець-Подільської області.
До березня 1953 року — заступник голови, з березня 1953 року — 1-й заступник голови виконавчого комітету Кам'янець-Подільської обласної ради депутатів трудящих.
У 1953—1959 роках — 1-й секретар Кам'янець-Подільського районного комітету КПУ Хмельницької області.
У 1959—1962 роках — 1-й секретар Полонського районного комітету КПУ Хмельницької області.
У 1962 — січні 1965 року — начальник Шепетівського виробничого колгоспно-радгоспного управління Хмельницької області.
У січні 1965 — березні 1969 року — голова виконавчого комітету Кам'янець-Подільської районної ради депутатів трудящих Хмельницької області.
Потім — директор Кам'янець-Подільського ботанічного саду.
Похований на Русько-Фільварецькому міському кладовищі міста Кам'янця-Подільського.

## Нагороди
- орден Леніна (26.02.1958)
- орден Трудового Червоного Прапора (23.01.1948)
- орден Вітчизняної війни 1-го ст. (1.02.1945)
- ордени
- медалі